# Лужковский, Игорь Георгиевич
Игорь Георгиевич Лужковский (1938—2000) — советский пловец. Мастер спорта СССР.

## Карьера
Ученик заслуженного тренера РСФСР Семена Владимировича Бойченко. Чемпион Европы 1958 года в эстафете. Трёхкратный рекордсмен Европы в эстафетном плавании (1958—1960 гг.)
На Универсиаде 1959 в Турине победил на дистанциях 100 и 400 метров. Чемпион и рекордсмен СССР 1959 г. в плавании на 100 м вольным стилем.
Участник Олимпиады-1960 в Риме. Выступал на дистанции 100 метров и в двух эстафетах — 4×100 м и 4×200 м.
Его жена — пловчиха Марина Якубовна Шамаль (-Лужковская).
Выступал за СКА (Ленинград). Подполковник.
Окончил НГИФКСиЗ им. Лесгафта.